# مجزرة عائلة النديم (30 أكتوبر 2023)
مجزرة عائلة النديم (30 أكتوبر 2023) هي مجزرةٌ ارتكبها سلاح الجوّ الإسرائيلي حينما أغارَ على منزل يتبع لعائلة النديم. وخلال يوم الإثنين الموافق 30 أكتوبر 2023 قام سلاح الجو بشن سلسلة غارات على حي الزيتون، واستهدفت هذه الغارات منزل سكني يعيش به كافة أفراد عائلة النديم. هذه المجزرة من ضمن عدة مجازر وقعت خلال عملية طوفان الأقصى. تسبّبت هذه المجزرة الإسرائيليّة والتي استهدفت منزل يضم عدد من المدنيين إلى استشهاد أكثر من 26 شهيداً من عائلة النديم وجميعهم من عائلة واحدة.

## خلفية الحدث
في ساعاتِ الصباح الأولى من يوم السابع من أكتوبر 2023 أطلقت حركة المقاومة الإسلامية حماس عبر ذراعها العسكري كتائب الشهيد عز الدين القسام عملية طوفان الأقصى وذلك ردًا على الاعتداءات الإسرائيلية وتدنيس الأقصى والاستمرار في الاستيطان، كما أكّد على ذلك محمد الضيف القائد العام للقسّام والذي أعطى إشارة انطلاق العمليّة التي شهدت اقتحامًا من المقاومين لمستوطنات غلاف غزة ونجحوا في قتلِ عدد كبيرٍ من الجنود الإسرائيلين، وأسر عشرات آخرين كما استطاعوا خلال ساعات قطع عشرات الكيلومترات ووصلوا لمستوطنات أبعد من تلك المحيطة والقريبة من قطاع غزة.
استمرَّت الاشتباكات بين الجيش الإسرائيلي وبين المقاومين في عديد من المستوطنات وعلى رأسها مستوطنة سديروت. الرد الإسرائيلي على هذه العمليّة جاء من خلال شنّ سلاح الجو الإسرائيلي عشرات الغارات العشوائيّة على القطاع متسبّبة في مقتل عشرات المدنيين وتدمير البنية التحتية لمدن القطاع، ليصل حد فرض إغلاق شامل وقطع متعمد لكل الخدمات من ماء وكهرباء وغاز، وهو ما هدَّد حياة أكثر من مليونَي فلسطيني يعيشُ داخل القطاع الذي يُعاني أصلًا من تبعات الحصار الخانق عليهم منذ ستة عشر عاماً.
وفي مساء يوم 27 أكتوبر/تشرين الأول، أعلن جيش الاحتلال الإسرائيلي بدء الهجوم بري على قطاع غزة من خلال بدء التوغل في بلدة بيت حانون ومخيم البريج. حدث الهجوم وسط سلسلة من الغارات الجوية الإسرائيلية واسعة النطاق التي أدت إلى قطع الاتصالات المتنقلة والوصول إلى الإنترنت في غزة.

## الضحايا
1. حاتم سعدي النديم
2. حازم سعدي النديم، وزوجته
3. باسم سعدي النديم
4. نظمي سعدي النديم
5. ختام فوزي النديم
6. حمادة فوزي النديم
7. احمد فوزي النديم
8. معاذ محمد النديم
9. سعدي حيدر النديم
10. بلال حيدر النديم
11. احمد نظمي النديم
12. سعدي نظمي النديم
13. عدي عبد الرحمن النديم
14. جود بهاء النديم، ووالدته
15. ناجي حاتم النديم، وزوجته
16. انس ناجي النديم
17. كندا ناجي النديم
18. مروان فوزي النديم
19. مالك مروان النديم
20. ملاك معاذ النديم
21. محمد بشير النديم
22. منار غسان النديم
23. وائل فتحي النديم
24. هاشم ماجد النديم
25. فادي ماجد النديم
26. براء خالد النديم